# Хонская и Самтредская епархия
Хо́нская и Самтре́дская епархия (груз. ხონისა და სამტრედიის ეპარქია) — епархия Грузинской Православной Церкви.

## История
Хонская епархия была основана в составе Абхазского католикосата после разделения Имеретинской епархии на ряд меньших епархий царём Багратом III Имеретинским в XVI веке. Первый архиепископ на кафедре, Мануил (Чхеидзе), был хиротонисан Абхазским католикосом, и в его юрисдикцию вошла вся Имеретинская равнина. Хонские иерархи вплоть до упразднения кафедры в 1821 году носили титул архиепископов.
Решением императора Александра I от 19 ноября 1821 года 4 имеретинские епархии, в том числе Хонская, были упразднены, их территории вошли в новообразованную Имеретинскую епархию.
После восстановления автокефалии Грузинской православной церкви в 1917 году территория Хонской епархии входила в состав Кутаисской и Гаэнатской епархии.
5 апреля 1995 году решением Священного Синода Грузинской православной церкви была создана Хонская епархия, которая была выделена из состава упразднённой Кутаисско-Гаэнатоской епархии.

## Епископы
- 1529—1558 — Мануил (Чхеидзе)
- 1558—1578 — Закария (Чхеидзе)
- рубеж XVI-XVII вв. - Гедеон
- сер. XVII в. - Симон (Чхеидзе)
- Симон (Чижавадзе)
- XVII в. - Василий (Чхеидзе)
- первая четверть XVIII в. - Роман (Эристави)
- 1750—1763 — Иосиф (Мровелкопили)
- 1763—1770 — Максим (Яшвили)
- 1771—1820 — Антон (Чиджавадзе)
- 5 апреля 1995 — 4 ноября 1996 — Каллистрат (Маргалиташвили) в/у, митр. Гаенатский
- c 4 ноября 1996 — Савва (Гигиберия)